# Tour de Mézolieux
La tour de Mézolieux est une tour située à Laure-Minervois, dans le département de l'Aude, en France.
Le monument, certainement construit sous l'Empire romain, est un mausolée. Il associe une loge funéraire pratiquée dans le podium de la tour et qui a servi de tombeau à une niche située au-dessus, ouverte à l'extérieur et a qui sans doute abrité une statue. Si sa hauteur, à l'époque contemporaine, n'est plus que de 8 m, elle atteignait peut-être 10 à 11 m lors de sa construction.
La tour est classée au titre des monuments historiques en 1932.

## Localisation et toponymie
La tour est située sur la commune de Laure-Minervois, dans le département français de l'Aude.
Elle occupe un site de plaine à un kilomètre au sud de Laure-Minervois, presque en bordure orientale de la D57 qui pourrait sensiblement reprendre le tracé nord-sud de la Via Aquitania reliant Tolosa (Toulouse) à Narbo Martius (Narbonne). Deux « cimetières gallo-romains » sont mentionnés à proximité.
Le champ dans lequel se situe cette tour étant appelé sur un compoids de 1735 « champ de la Mozolée, » le terme « Mézolieux » pourrait être une déformation du substantif « mausolée ».

## Historique
L'époque de construction du monument, sous l'Empire romain, est inconnue. La date du IIe siècle apr. J.-C. a été avancée par Guy Barruol sur l'observation du parement, mais cet argument n'est pas décisif.
Si la tour ne figure pas sur la carte de Cassini, elle est mentionnée sur la carte d'état-major avec la simple légende « tour ».
L'isolement de la tour dans son environnement la rend très visible et, vers les années 1890 - 1910, la tradition en fait le tombeau d'un général de l'armée romaine ou de « quelque célébrité antique, ensevelie là avec ses armes, ses bijoux et ses objets précieux ».
L'édifice est classé au titre des monuments historiques par arrêté du 4 février 1932.
Des fouilles sont réalisées en 1971.

## Description

Coupe verticale ouest-est.

Le monument est construit sur plan rectangulaire. Au-dessus du massif de fondations se succèdent un soubassement (4,25 × 3,90 × 1,50 m), un podium (3,97 × 3,60 × 3,70 m) et un édicule (3,95 × 3,60 m conservé sur 2,60 m). La partie supérieure est manquante.
Les aménagements intérieurs de la tour sont très particuliers. Sur toute la hauteur du soubassement et du podium, une loge de 1,70 × 1,10 m est pratiquée. La partie supérieure de cette loge est fermée par des dalles qui forment également le plancher de la niche supérieure. Cette niche, ouverte à l'ouest, mesure 1,95 m de large et 2,70 m ; sa face postérieure est creusée en forme d'absidiole semi-cylindrique. Dans cette configuration, la tour mesure encore 8,20 m de haut.
La tour est constituée d'un noyau en opus caementicium revêtu d'un parement en opus vittatum bien conservé en grès carcassien (roche sédimentaire éocène) d'origine locale. Un entablement sépare le podium de l'édicule. Sous l'ouverture de la niche, l'emplacement d'une plaque d'inscription, disparue, est nettement marquée. La face opposée (orientale) de l'édicule reproduit, en léger creux, le dessin de l'ouverture de la niche.
Les restitutions envisagent un monument haut de 10,80 m, couronné en bâtière. La niche serait voûtée en berceau et l'absidiole en cul-de-four.
L'orientation de la tour, niche tournée vers l'ouest, répond à deux volontés ; il convient de montrer la niche aux voyageurs qui transitent sur la voie antique tout en la protégeant des vents d'est dominants.

## Fonction
La loge pratiquée dans l'épaisseur du monument doit être considérée comme une chambre funéraire ayant abrité un ou plusieurs corps. La tour de Mézolieux est donc un véritable mausolée et, même si son aspect extérieur est très semblable, elle se distingue des piles qui sont des cénotaphes. Deux autres monuments connus, dont celui de Villelongue-d'Aude, présentent cette caractéristique qui ne se retrouve pas dans d'autres départements.
Dès 1907, le fonction de mausolée de la tour est reconnue et elle est comparée à la tour des Scipion mais la chambre funéraire est supposée souterraine, telle une crypte accessible par la loge verticale.

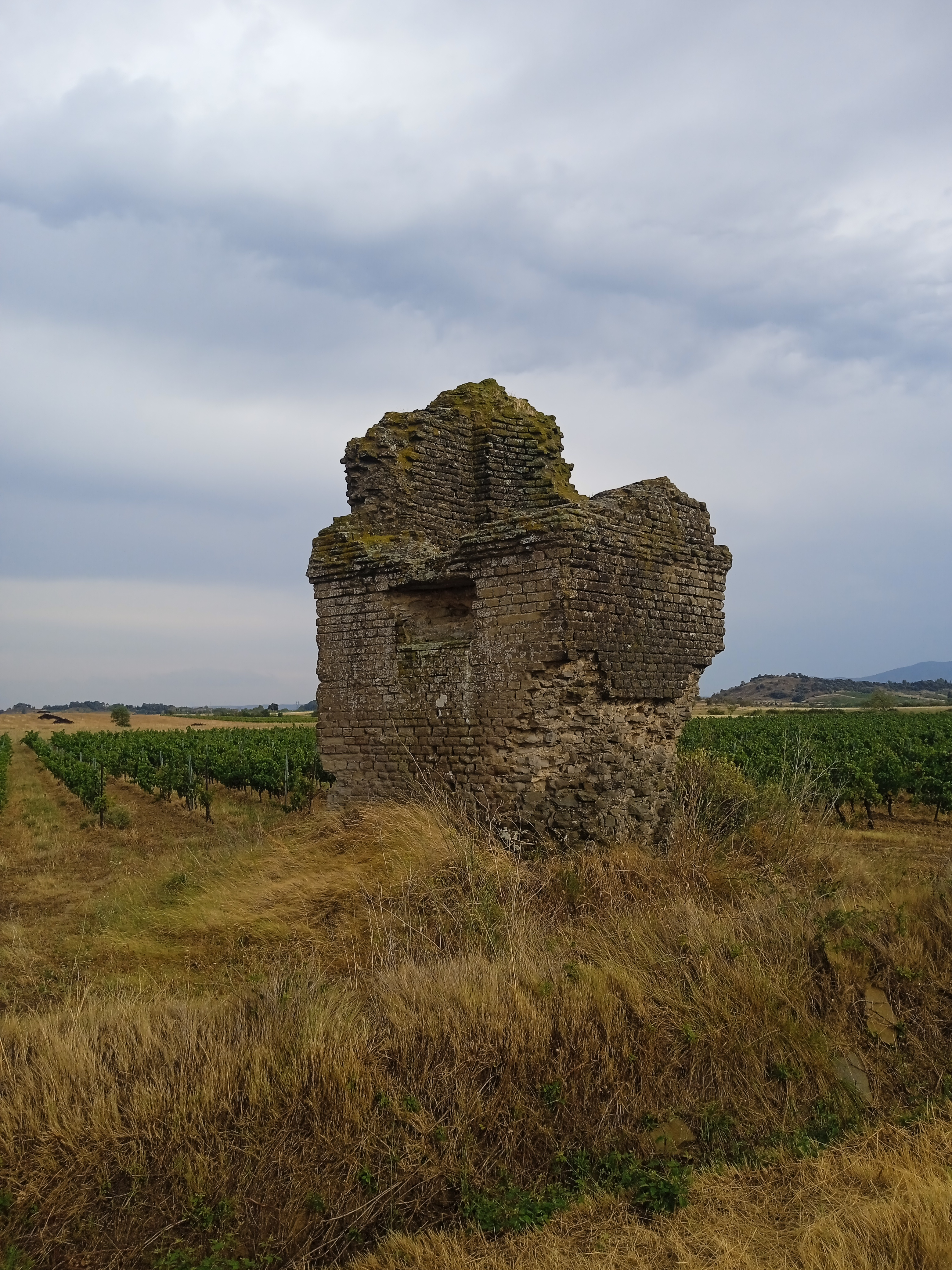
La Tour de Mézolieux en août 2024.
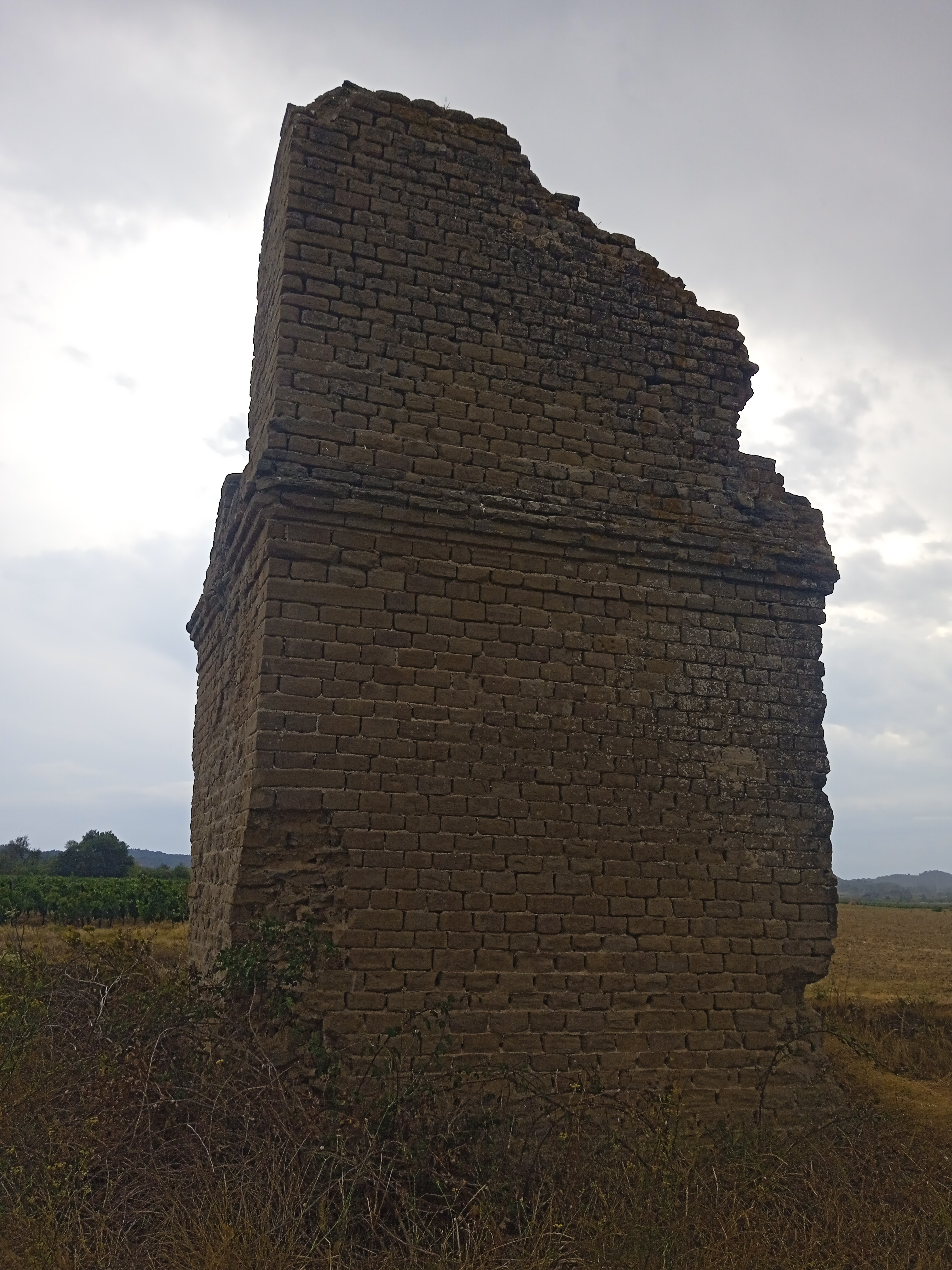
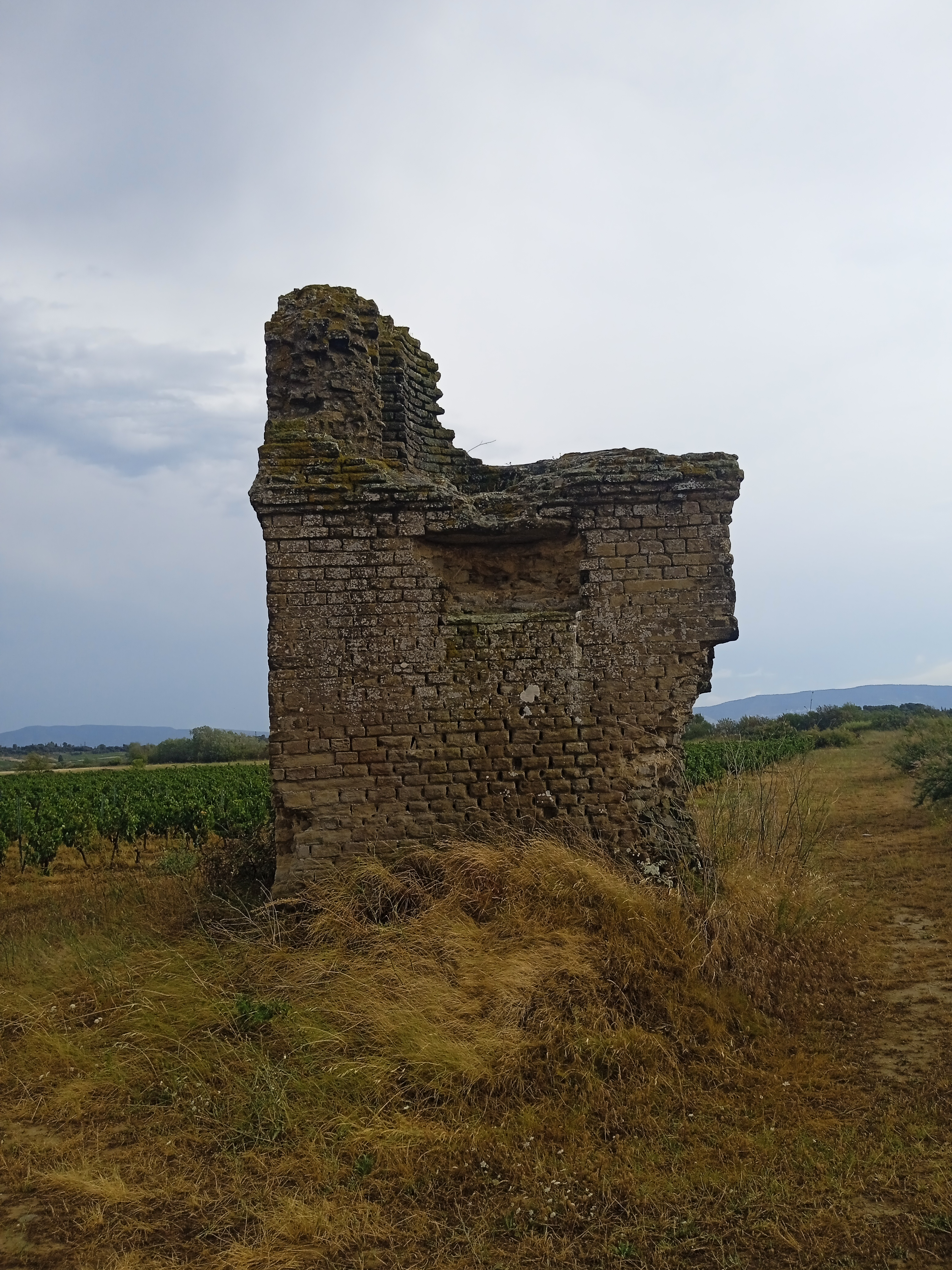